# Sărăţeni (Ialomiţa)
Pour les articles homonymes, voir Sărăţeni.
Sărăţeni est une commune du județ de Ialomița en Roumanie.